# Stokkelaarsbrug
Stokkelaarsbrug (52° 16′ N, 4° 56′ L) is a hamlet in the dos Países Baixos, na província de Utrecht. Stokkelaarsbrug pertence ao município de Abcoude, e está situada a 12 km, a sul de Amsterdam.